# Harisnyás Pippi (könyv)
A Harisnyás Pippi (svédül: Pippi Långstrump) Astrid Lindgren először 1945-ben megjelent regénye, melyet még két folytatásban, illetve további képeskönyvekben adtak ki. Számos adaptáció készült belőle és rengeteg nyelvre lefordították, még üzbégre, szuahélire és zulura is. Az első kiadások illusztrációit a dán Ingrid Vang Nyman készítette.

## A mű születése és körülményei
1944-ben a történet a harminchét éves Astrid Lindgren ajándéka volt lányának, Karinnak, tizedik születésnapjára, aki 1941-ben betegsége miatt kérte még, meséljen neki Harisnyás Pippiről, így a mese hősének különleges neve – és ezzel karaktere – neki köszönhető. Nyomtatásban végül csak átdolgozva, 1945-ben jelent meg a Rabén & Sjögren gondozásában – öt, köztük az Albert Bonniers Förlag kiadó elutasítása miatt. A cég ennek a gyümölcsöző kapcsolatnak köszönheti későbbi, a gyermekirodalomban betöltött jelentős szerepét. Az írónő a kiadó egyik pályázatán nyerte el művének megjelenését, közösen az akkor huszonkilencéves dán Ingrid Vang Nymannal, aki az első kiadások képeit készítette, s aki ezekkel debütált illusztrátorként.
A regény típusa szerint kópéregény, vagy más néven pikareszk. A cselekményben és a főhősben egyaránt szinte észrevétlen keveredik a mindennapiság, a fantasztikum és a mesebeliség. Elsősorban a gyerekábrázolás révén a Harisnyás Pippi (pontos fordításban: Hosszúharisnyás Pippi) fontos alapmű a gyerekpróza történetében. Mondhatni egy antilányregény lányregény. Már a főhős külsejével is megtagadja a világirodalom addigi minden illemkódexét, amire viselkedésével és hazugságaival is rátesz még egy-egy lapáttal, azonban mindezzel a magányát és jóságát igyekszik eltakarni, amivel csak a felületes olvasót téveszti meg. Bár számos kritika érte a gyerekpszichológia részéről, kimutatások igazolják, hogy a történet átéléséhez a mesehallgató-meseolvasó gyerekben működésbe lépő kettős tudata által – aminek köszönhetően világosan tudja, hogy Pippi a képzelet világából való – bár csodálja, vagy akár szívesen látná a szomszédban, nem a főhőssel azonosul.
A mű kiadását követően is még sokáig megosztotta az olvasó, de még inkább a szakmai közönséget is, sőt újabb és újabb „viharokba” kerül. 2015-ben, megjelenésének hetvenedik évfordulójából ismét kiadják a háromrészes szériát, azonban az 1945-ös szövegben még bizonyos részek másként voltak. Például Pippi a négerek hercegnője, hajóskapitány apja pedig a négerek királya egy messzi szigeten, ám míg az 1940-es években ez a kifejezés még a hétköznapok negatív jelentés nélküli része volt, addig a 21. században már pejoratív értelmet kapott. Így az írónő lánya, Karin Nyman évekig tartó gondolkodás után egyezett bele, hogy az új kiadásban a néger szó helyett a „déltengerek” szerepeljen.
A Harisnyás Pippit a világ már körülbelül nyolcvan nyelvére és nyelvjárására lefordították. Magyarországra először 1972-ben került Árkos Antal fordításában és Zsoldos Vera, majd 1993-ban Dezső Andrea illusztrációjával. Az eredeti képekkel Tótfalusi István fordításában 1997-ben jelent meg.

## Az alaptörténet

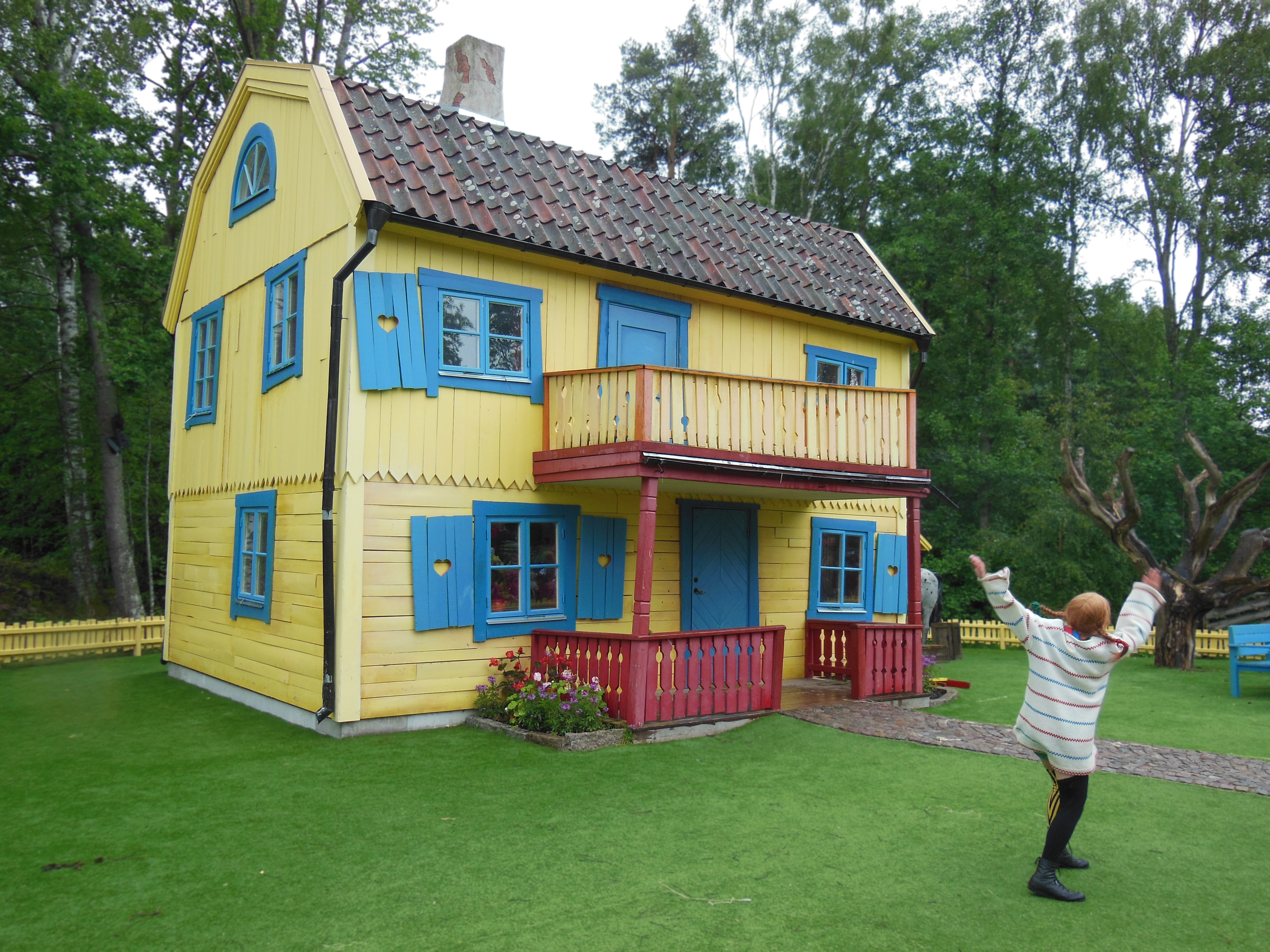
Pippi és a Villekulla-villaAstrid Lindgren Világa szórakoztató park, Vimmerby 2014.

Harisnyás Pippi apjával, a hajóskapitánnyal járta a világ tengereit, aki azonban egy viharban eltűnt. A kilencéves kislány ekkor egy icipici város szélén lévő roskatag öreg házba költözött, melyet apja vett idős korára s egy öreg kertben állt és Villekulla-villa a neve. A hajóról két holmit hozott csak magával: egy kis majmot, Nilson urat és egy kis koffert tele aranypénzzel. Vesz magának egy lovat, amit a verandán tart és ha kedve szottyan, maga cipel. A szomszéd kert közepén egy hasonló házban egy házaspár lakik két gyermekével, a fiút Tominak, a lányt Annikának hívták. Pippi első sétáján találkoznak. Számos kaland vár itt a vagány, szeplős és vörös hajú kislányra, megment a tűzvésztől egy testvérpárt, édességet vesz a város összes gyerekének, vagy éppen porig rombol egy cirkuszi előadást, sőt még az erőművészt is elnáspángolja. Kerüli az iskolát, és ha csak teheti, barátaival játszik, vagy kószál a városban.

## A folytatások
A Harisnyás Pippi hajóra szállban a barátok folytatják csínytevéseiket. Pippi levelet is ír, sőt, még iskolába is megy – de épp csak egy picit, részt vesz egy osztálykiránduláson és megfegyelmezi a lovával rosszul bánó Blomsterlundot. A városkában minden évben egyszer megrendezett vásár is kalandot ígér vásárfiával, céllövöldével, körhintával, színházi előadással, állatsereglettel, kígyószelídítővel, elszabadult tigrissel, és Pippinek még arra is jut energiája, hogy móresre tanítsa a környéket terrorizáló csavargót, sőt, még egy jól szervezett hajótörésen is részt vesz barátaival. Alig hogy hazatérnek, előkelő látogató érkezik: egy nagy kövér ember rövidre vágott vörös bajusszal, kék tengerésznadrágban, maga őfelsége Harisnyás Efraim kapitány és király személyesen. Szeretné a Szeleverdin magával vinni kislányát a Kurrekurredutt-szigetre hercegnőnek. Pippinek nagy döntést kell hoznia.
Harisnyás Pippi a Déltengeren: Pippi nagy útra indul jó barátaival Tomival és Annikával, illetve a Villekulla-villa állataival I. Efraim királyhoz, a Kurrekurredutt-sziget teljhatalmú uralkodójához: Pippi édesapjához, a bennszülöttek déltengeri szigetére.

## Szereplők

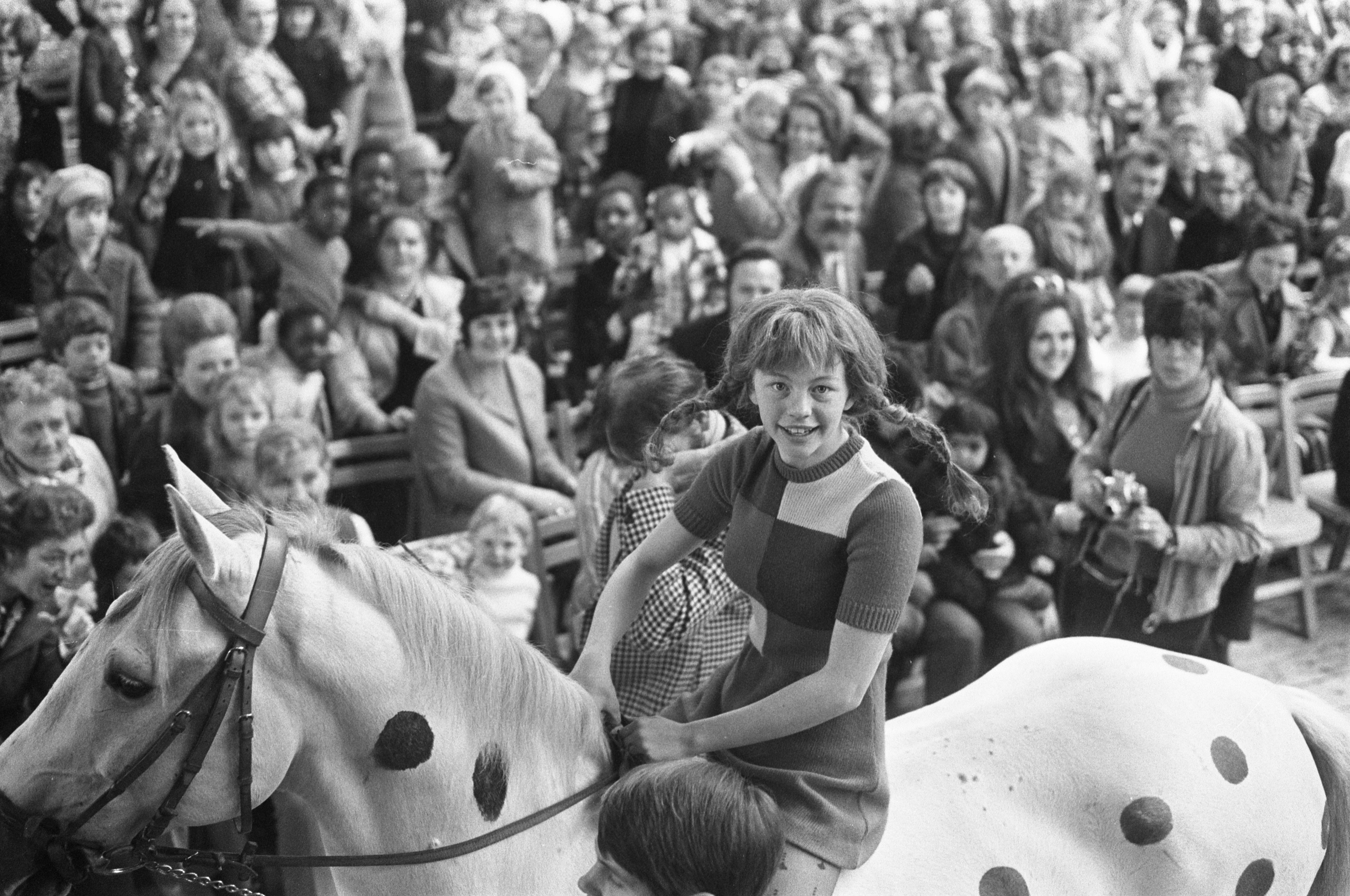
Az 1969-ben induló sorozat Harisnyás Pippije: Inger Nilsson

- Harisnyás Pippi (teljes nevén: Harisnyás Pippilotta Citadella Intarzia Majolika Ingaóra, svédül: Pippi Långstrump, Pippilotta Viktualia Rullgardina Krusmynta Efraimsdotter Långstrump) egy kilencéves kislány, aki a Villekulla-villában[m 3] él koffernyi aranyával egy ló, illetve Nilsson úr, a kis majom társaságában. Szeplős, sárgarépaszín hajú, copfos, hatalmas fekete cipőt és felemás harisnyát hord s arra vár, hogy hajóskapitány édesapja – akivel hajózott, mígnem egyszer egy nagy vihar a tengerbe sodorta – majd eljön érte, hiszen anyukája – szerinte – már angyal.
- Tomi és Annika (svédül: Tommy och Annika Settergren), a szomszédban lakó testvérpár, Pippi barátai.
- Nilsson úr (svédül: Herr Nilsson) a kis cerkófmajom, ami kék nadrágot, sárga kabátot és apró szalmakalapot visel. Általában Pippi vállán ül.
- (svédül: Lilla Gubben) a ló, amire mindig is vágyott és a villába költözéskor vásárolt. Saját lova, a verandán lakik, de ha Pippi ott akarja meginni délutáni kávéját, akkor egyszerűen felkapja és leteszi a kertbe.
- (svédül: Fru Prüzelius, "Prusseluskan")
- (svédül: Kling och Klang)
- (svédül: Dunder-Karlsson och Blom)
- Harisnyás Efraim (svédül: Kapten Efraim Långstrump) a papa, a hajóskapitány és király, aki éppolyan zabolátlan és bolondos, mint a lánya (csak nem annyira erős és sokkal kövérebb).
- (svédül: Herr och Fru Settergren)

## Megjelent kötetek

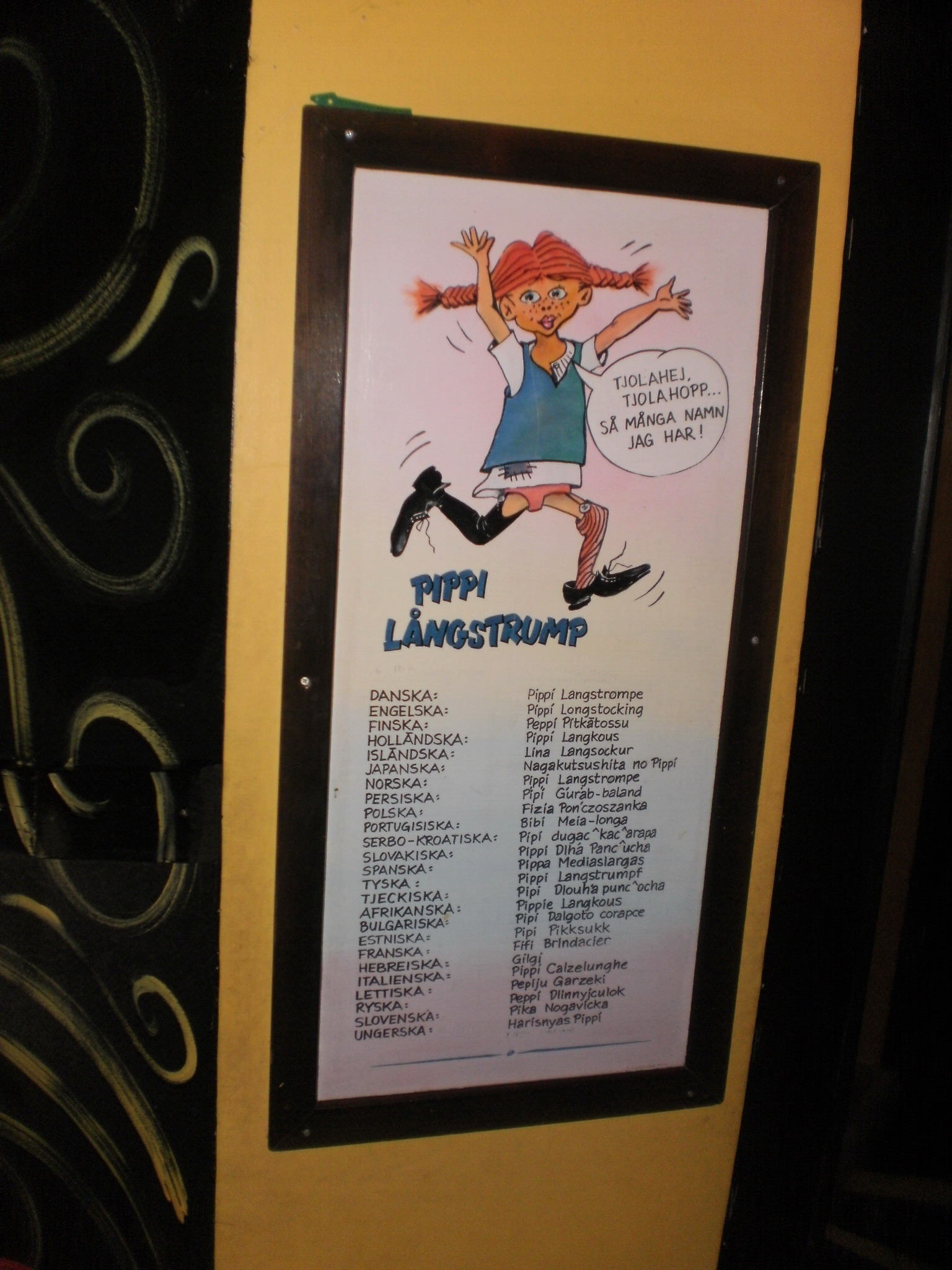
Harisnyás Pippi különböző nyelveken

A Harisnyás Pippi könyv(sorozat) a Raben & Sjögren kiadásában jelent meg: három "fejezet-könyv" és egy "összeállítás", illetve tucatnyi képeskönyv, melyek közül az írónő halála után is adtak ki.
- Harisnyás Pippi (svédül: Pippi Långstrump; 1945)
- Harisnyás Pippi hajóra száll (svédül: Pippi Långstrump går ombord; 1946)
- Harisnyás Pippi a Déltengeren (svédül: Pippi Långstrump i Söderhavet; 1948)

Melyekből 1952-ben kiadtak egy összevont kiadást (svédül: Boken om Pippi Långstrump) Ilon Wikland illusztrációival.
Képeskönyvek:
1. Mellettünk lakik Harisnyás Pippi (svédül: Känner du Pippi Långstrump?; 1947)[19][20]
2. svédül: Pippi flyttar in (1969)
3. svédül: Pippi ordnar allt (1969)
4. svédül: Pippi är starkast i världen (1970)
5. svédül: Pippi håller kalas (1970)
6. svédül: På rymmen med Pippi Långstrump (1971)
7. svédül: Pippi går till sjöss (1971)
8. svédül: Pippi vill inte bli stor (1971)
9. svédül: Pippi Långstrump har julgransplundring (1979)
10. Pippi a Komlókertben (svédül: Pippi i humlegården; 1949/2000)[21][22]
11. svédül: Pippi Långstrump på Kurrekurreduttön (2004) – Karin Nyman szövegválogatása
12. svédül: Pippi hittar en spunk (2008) – a Pippi a Déltengeren alapján
13. svédül: Pippi flyttar in och andra serier (1957/2010)
14. svédül: Pippi ordnar allt och andra serier (2010–2011) – 1955–1959 között magazinban kiadott sorozat összesített és felújított kiadása két kötetben

## Magyarul
- Harisnyás Pippi; ford., átdolg. Árkos Antal, ill. Zsoldos Vera; Móra, Bp., 1972 (Pöttyös könyvek); ill. Dezső Andrea, 1993
- Harisnyás Pippi; ford. Tótfalusi István, ill. Ingrid Vang-Nyman; Egmont Hungary, Bp., 1997
- Harisnyás Pippi hajóra száll; ford. Tótfalusi István, ill. Ingrid Vang-Nyman; Egmont Hungary, Bp., 1997
- Harisnyás Pippi a Déltengeren; ford. Tótfalusi István, ill. Ingrid Vang-Nyman; Egmont Hungary, Bp., 1998
- Mellettünk lakik Harisnyás Pippi; ford. Tótfalusi István, ill. Ingrid Nyman; Egmont, Bp., 2003

## Adaptációk
Rádió és színház
1946-ban a könyv kiadója elkészített egy Harisnyás Pippi rádiójáték-sorozatot. Még ugyanebben az évben – majd többször is – az írónő színpadra is átdolgozta, meglátva a lehetőséget a minél szélesebb körben való terjesztésre. Ez a történet 90 percben mutatja be Pippi történetét, az első könyvre alapozva, Georg Riedel jazz-zenész dallamaival. A mű megjelenésének 70 éves évfordulójára Magyarországon 2015-ben a Pesti Magyar Színház ezt a darabot mutatja be Tótfalusi István fordítása alapján Kárpáti Péter dramaturg közreműködésével Novák Eszter rendezésében, Zeke Edit díszlet- és jelmezvilágával. A Színházi adattár előadás adatbázisa alapján csupán két nagyobb volumenű színház mutatta be előtte hazai színpadon: a zalaegerszegi Hevesi Sándor Színház 2003-ban és a szarvasi Cervinus Teátrum 2010-ben.
2005-ben Georg Riedel és Stefan Nilsson zenéjére, Pär Isberg koreográfiájára balett előadás készült belőle.
Film

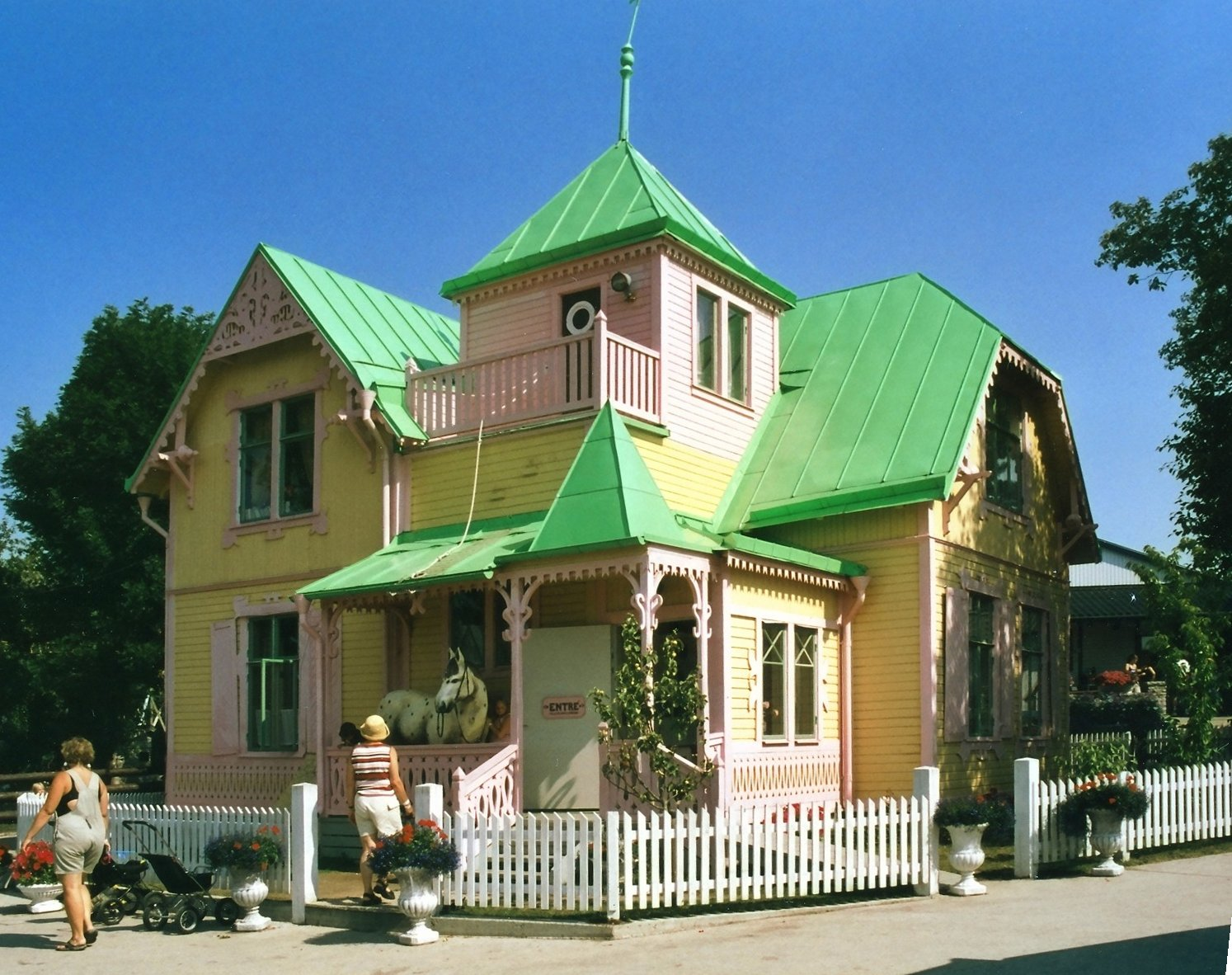
Az egyik tv-sorozat villa-díszletea "Kneippbyn" parkban Gotlandon (2004)

Lindgren könyvei, akárcsak a Harisnyás Pippi filmszerűen hatásos képekkel indítanak, ilyen jelenetekből építkeznek tovább, így nem nehéz adaptálni belőlük akár egy forgatókönyvet. Talán ennek is köszönhető, hogy számos játékfilm (az első 1949-ben, amivel Astrid Lindgren nem volt elégedett) és tv-sorozat is készült belőle.
Mozifilmek:
- Harisnyás Pippi, svéd egész estés film (1949)
- Harisnyás Pippi, svéd-NSZK egész estés film (1969)
- Harisnyás Pippi új kalandjai, amerikai egész estés film (1988)
- Harisnyás Pippi – A Villekulla-villa, svéd-német-kanadai egész estés rajzfilm (1997)

Tévéfilm:
- Harisnyás Pippi kalandjai, amerikai televíziós film (1961)

Tévéfilmsorozatok:
- Harisnyás Pippi kalandjai, svéd-NSZK televíziós filmsorozat (1969)
- Harisnyás Pippi, kanadai-német-svéd televíziós rajzfilmsorozat (1997-1999)